# Raiffeisenbank Ronshausen-Marksuhl
Die Raiffeisenbank Ronshausen-Marksuhl eG war eine Genossenschaftsbank mit Sitz in Ronshausen in Hessen. Ihr Geschäftsgebiet umfasste Teile des Wartburgkreises in Thüringen sowie des Landkreises Hersfeld-Rotenburg in Hessen. Sie ist rückwirkend zum 1. Januar 2017 mit der Volksbank und Raiffeisenbank Eisenach eG zur VR-Bank Eisenach-Ronshausen eG fusioniert.

## Geschichte
Am 28. Mai 1910 fanden sich 20 Personen in Ronshausen im Saal der ehemaligen Gaststätte Biehl ein, um die Spar- und Darlehenskasse eGmuH Ronshausen zu gründen. Die Geschäftsaufgabe war das Sammeln von Einlagen und das Ausleihen von Darlehen an die Mitglieder für landwirtschaftliche Investitionen. Sehr früh kam der Handel mit landwirtschaftlichen Hilfsgütern hinzu. Die maßgeblichen Genossenschaftsleiter in den ersten Jahren nach der Gründung waren Johannes Becker als Bürgermeister und Vorstandsmitglied sowie Johannes Christian Becker als Rechner bzw. Geschäftsführer.
Gravierende Ereignisse im politischen Umfeld prägten auch die Entwicklung der Genossenschaft in Ronshausen. Der Erste Weltkrieg (1914–1918), das Ende des Kaiserreichs 1918, der Zweite Weltkrieg (1939–1945), zwei Währungsreformen (1923/24 und 1948), eine Weltwirtschaftskrise (ab 1929) und die Teilung Deutschlands in Ost und West (1949–1990).
Ab den 1950er Jahren kehrte eine Normalisierung im politischen und wirtschaftlichen Umfeld ein, was die Basis für eine positive Entwicklung der Genossenschaft war. Das Unternehmen wuchs und fusionierte mit den Nachbargenossenschaften in Hönebach (1964) und Bosserode (1966). Die Geschäftsschwerpunkte veränderten sich, während die Geldgeschäfte wichtiger wurden, verlor das Warengeschäft an Bedeutung. Die Genossenschaft bezog ihren Sitz in der Kasseler Str. 25 in Ronshausen.
Durch die Trennung Deutschlands in zwei Teile nahm die genossenschaftliche Entwicklung der seinerzeitigen thüringischen Kreditgenossenschaften eine vorübergehend differenzierte Entwicklung in Form der sogenannten BHGn (Bäuerlichen Handelsgenossenschaften).
Mit der deutschen Wiedervereinigung im Jahr 1990 und der Verschmelzung mit der thüringischen Nachbargenossenschaft in Marksuhl entstand die Raiffeisenbank Ronshausen-Marksuhl eG.
Im Jahr 2017 kam es schließlich zur Fusion zwischen der Volksbank und Raiffeisenbank Eisenach eG und der Raiffeisenbank Ronshausen-Marksuhl eG. Mit Eintragung im Genossenschaftsregister zum 22. August 2017 wurde die Fusion rechtskräftig und das Nachfolgeinstitut, die VR-Bank Eisenach-Ronshausen eG, entstand.

## Organisationsstruktur
Die Organe und Gremien der Raiffeisenbank Ronshausen-Marksuhl eG waren der Vorstand, der Aufsichtsrat und die Generalversammlung.
Der Vorstand der Raiffeisenbank Ronshausen-Marksuhl eG bestand aus zwei Mitgliedern, die vom Aufsichtsrat bestellt wurden. 
Der Aufsichtsrat wurde von der Generalversammlung gewählt. Die Generalversammlung der Mitglieder war das zentrale Willensbildungsorgan der Bank.

## Geschäftsgebiet
Die Raiffeisenbank unterhielt zuletzt neben der Hauptstelle in Ronshausen weitere Geschäftsstellen in Berka/Werra, Bosserode, Dankmarshausen, Hönebach, Marksuhl und Oberellen.

## Verbundpartner
Die Raiffeisenbank Ronshausen-Marksuhl eG war Teil der Genossenschaftlichen FinanzGruppe Volksbanken Raiffeisenbanken. Zu den Partnern gehörten die Bausparkasse Schwäbisch Hall, die R+V Versicherung, Union Investment, easyCredit, VR Leasing, DZ Bank, WL Bank, DG HYP, DZ Privatbank und Münchner Hyp.

## Gesellschaftliches Engagement
Als regionales Unternehmen übernahm die Raiffeisenbank soziales und gesellschaftliches Engagement: Im Jahr 2014 wurden beispielsweise rund 47.000 Euro an gemeinnützige Vereine und Verbände in der Region in Form von Spenden- oder Sponsorengeldern ausgeschüttet.